# Rutbeek
Rutbeek is een buurtschap nabij de gelijknamige beek in de gemeente Enschede in de Nederlandse provincie Overijssel. Het ligt 4 kilometer ten zuidwesten van Enschede aan de N18 richting Haaksbergen. 3 kilometer ten oosten van Rutbeek ligt het recreatiegebied Het Rutbeek. Rutbeek heeft een Enschedese postcode.
Stad: Enschede     Dorpen: Boekelo · Glanerbrug · Lonneker · Usselo     Buurtschappen: Broekheurne · Goorseveld · Rutbeek · Twekkelo (deels)

Overijssel · Steden en dorpen in Overijssel      Nederland · Provincies · Gemeenten